# Wanchy-Capval
Wanchy-Capval è un comune francese di 347 abitanti situato nel dipartimento della Senna Marittima nella regione della Normandia.

## Società

### Evoluzione demografica
Abitanti censiti